# プレザントヒルの戦い
プレザントヒルの戦い（プレザントヒルのたたかい、英:Battle of Pleasant Hill）は、南北戦争のレッド川方面作戦の一部として1864年4月9日、ルイジアナ州プレザントヒル近くで行われた戦闘である。北軍はナサニエル・バンクス少将、南軍はリチャード・テイラー少将が率いた。
この戦闘は実質的に前日に近隣で行われ、日没頃に暗闇のために終わっていたマンスフィールドの戦いの延長だった。夜の時間が敵対関係の短い合間になった。4月9日、テイラーは新しく補強されたプレザントヒルの北軍に意欲的な襲撃を掛け、初めは優勢だったが、トマス・J・チャーチル准将のアーカンソー師団がその右側面を襲われて撃退された。戦闘後、北軍は士気が落ちて、指揮官に対する不信が残ったままであり、グランデコールを経由してアレクサンドリアまで引き上げた。
この戦闘は南軍が戦場から撤退したので公式には北軍の勝利である。しかし、バンクスとその軍隊は戦闘後間もなく撤退したので、どちらが実際の勝者かについて多くの議論があった。

## 背景
1864年4月8日、マンスフィールドの戦いで南軍が成功を収めた後、北軍はその夜と翌朝にかけて後退して、プレザントヒルに陣を布いた。
マンスフィールドの戦いはマンスフィールドの町の南東約3マイル (5 km) のサビーン交差点で起こった。プレザントヒルはサビーン交差点から南東16マイル (26 km) に位置した。
南軍の援軍が4月8日の遅くに到着した。チャーチルのアーカンソー師団はマンスフィールドに午後3時半に到着し、モスビー・パーソンのミズーリ師団2,200名はマンスフィールドに午後6時に到着した。この2個師団のどちらもマンスフィールドの戦いには参戦しなかったが、プレザントヒルの戦いでは重要な役割を果たすことになった。
北軍側にも援軍が到着した。第16及び第17軍団の分遣隊を指揮するアンドリュー・J・スミス少将が4月8日遅く、暗闇になった頃にグランデコールに到着し、プレザントヒルから約2マイル (3 km) で宿営した。
4月9日の朝、ウィリアム・B・フランクリン少将が輜重隊をグランデコールに進めるよう命令した。輜重隊は午前11時にプレザントヒルを出発し、多くの大砲も運んだ。フランクリンの騎兵隊（アルバート・リンドリー・リー准将の指揮）の大半と第13軍団がそれに付いていった。この中にはウィリアム・H・ディッキー大佐（4月8日に負傷）が指揮するアフリカ軍団と第13軍団トマス・E・G・ランサム（やはり4月8日に負傷）の分遣隊、このときはロバート・A・キャメロン准将が指揮した部隊が含まれていた。輜重隊の歩みは鈍く、その日の主要戦闘が始まった時には、プレザントヒルからまだ数マイルしか進んでいなかった。参謀長のチャールズ・P・ストーン准将達がその日一日キャメロンにプレザントヒルまで戻らせるよう試みたが失敗した。キャメロンは、戻れと言う命令書を受け取らなかったと主張した。バンクスはキャメロンがフランクリンから受け取った命令について、正確には知らなかったと考えられる。
北軍はマンスフィールドの戦いで大砲を18門失っていた。これらが翌日のプレザントヒルでは北軍に向けられた。南軍のジャン・ジャック・アレクサンドル・アルフレッド・ムートン准将が4月8日のマンスフィールドの戦いで戦死していたので、カミーユ・J・ド・ポリニャック准将がプレザントヒルではムートン部隊を指揮した。
ミシシッピ川流域戦線で南軍の総司令官エドマンド・カービー・スミス少将はシュリーブポートにおり、4月9日午前4時にテイラーからの伝言を受け取った。それはマンスフィールドの戦いについて報せていた。カービー・スミスはその後馬でプレザントヒルまで45マイル (72 km) を移動したが、到着したときは暗くなってからであり、戦闘に間に合わなかった。

## 戦場
1864年、プレザントヒルは小さな集落であり、現在のプレザントヒル村の北2マイル (3 km) にあった。新しい村は鉄道により近づくために近くで大きくなり、古い集落が放棄された後で同じ名前を採用した。古い集落があった場所は今日、「オールドタウン」あるいは「オールド・プレザントヒル」と呼ばれている。戦闘に参加した第114ニューヨーク志願歩兵連隊の軍医補ハリス・H・ビーチャー博士はプレザントヒル集落の様子を次のように伝えている。
1864年のルイジアナ州のこの辺りは大半が松林や低木のオークがあった。バンクスに拠れば次のようだった。
ある新聞では、プレザントヒルを「低い尾根に位置する小さな集落、平和なときは恐らく人口300人を抱える。」と記述していた。さらに次のような記述があった。

## 戦闘
ナサニエル・バンクス少将の戦闘報告書に拠れば、戦闘の様子は次の様だった。
午後5時、南軍がその攻撃を始め、北軍全線に襲いかかった。北軍右翼に向かったジョン・G・ウォーカー少将の部隊とムートン部隊の攻撃はほとんど成功しなかった。北軍の右翼はその大半が陣地を守り通した。しかし、全体として南軍によるこの最初の攻撃は大いに成功し、北軍の左翼や中央はチャーチルやパーソンの部隊に圧倒され、北軍の陣地は後方に下げられた。しかし、北軍は南軍の前進を止めることに成功し、左翼と中央の失地を回復し、さらに南軍を戦場から追い出した。激しい戦闘がおよそ2時間続いた。両軍とも損失が大きかった。第32アイオワ志願歩兵連隊は、戦闘の間北軍の他の部隊と切り離されたので、特に重大な損失を蒙った。
バンクスとその軍隊は4月10日未明の1時（戦闘が終わってから数時間後）にプレザントヒルから撤退を始めた。

## 戦闘の後
1864年4月10日にプレザントヒルの作戦本部から発信したハミルトン・P・ビー准将に拠れば、10日朝の光の中でプレザントヒルの戦場を占領し、次のように書いた。
多くの北軍兵が戦闘中に捕獲され（マンスフィールドで捕まった者等と共に）テキサス州タイラーに近い戦争捕虜収容所キャンプ・フォードに連れて行かれた。ここに収容された戦争捕虜の大半は翌年まで留まり、戦争の終わり近くなって一般の捕虜交換で解放された。ただし、少数の者は早期に解放された。
プレザントヒルの戦い後、バンクスと北軍はグランデコールまで撤退し、シュリーブポートを占領するという作戦を中止した。
北軍がレッド川方面作戦に決定的に失敗したことは、暗い話題の多かったこの年の南軍にとっては希少な意気を高める報せとなった。南軍の資源の損失（4月12日に戦死した、機転の利く、部下に愛されたトマス・グリーン准将を含む）にも拘わらず、この攻勢の失敗によって、北軍の資源を他の前線から奪うことで戦争を長引かせることになった。

## 対戦した戦力

指揮官
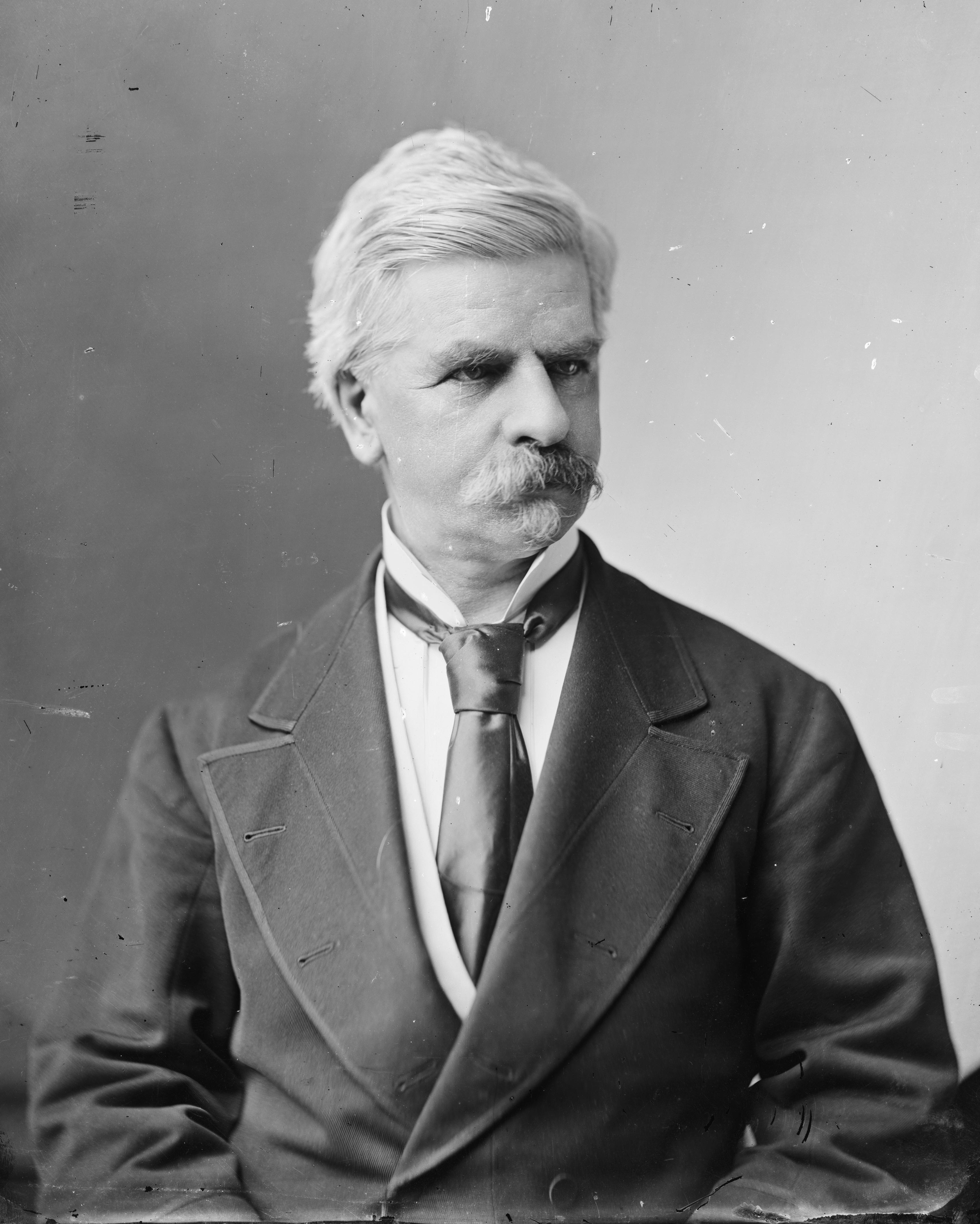
ナサニエル・バンクス少将、北軍
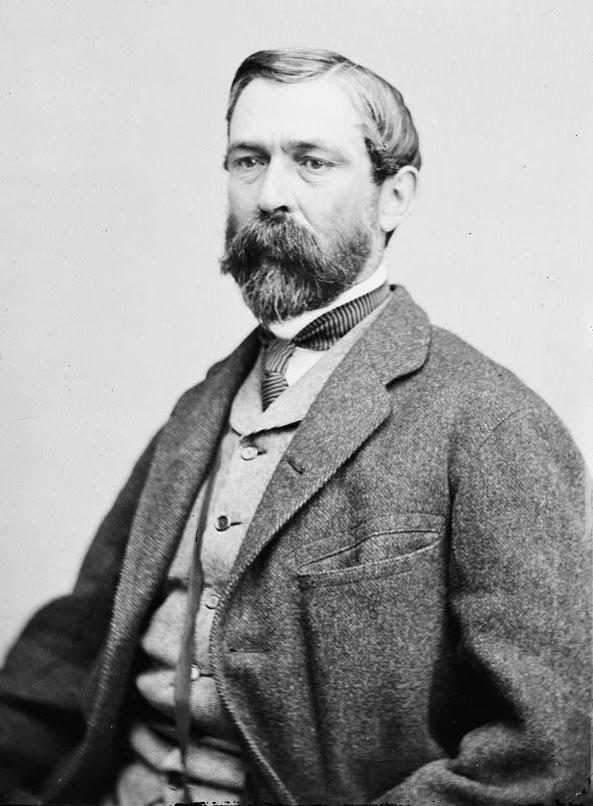
リチャード・テイラー少将、南軍

| 北軍 | 北軍                            | 南軍                                     | 南軍 |
| ---- | ------------------------------- | ---------------------------------------- | ---- |
|      | ウィリアム・B・フランクリン少将 | トマス・J・チャーチル准将                |      |
|      | ウィリアム・H・エモリー准将     | ジェイムズ・C・タッパン准将              |      |
|      | ジェイムズ・W・マクミラン准将   | モスビー・M・パーソン准将                |      |
|      | ウィリアム・ドワイト准将        | ジョン・G・ウォーカー少将                |      |
|      | ウィリアム・T・ショー大佐       | カミーユ・J・ド・ポリニャック准将        |      |
|      | ルイス・ベネディクト大佐        | ウィリアム・リード・スカーリー准将       |      |
|      | アンドリュー・J・スミス准将     | トマス・J・グリーン准将                  |      |
|      | ジョセフ・A・モーワー准将       | ハミルトン・P・ビー准将                  |      |
|      | ウィリアム・F・リンチ大佐       | ザビエ・ブランチャード・デブレイ准将     |      |
|      | リスドン・M・ムーア大佐         | オーガスタス・C・バチェル准将            |      |
|      | リチャード・アーノルド准将      | ジェイムズ・P・メジャー准将              |      |
|      | トマス・J・ルーカス大佐         | トマス・ネビル・ウォール准将             |      |
|      | シルベスター・G・ヒル大佐       | アーサー・P・バグビー准将                |      |
|      | ルーシャス・F・ハバード大佐     | ロバート・ディラード・ストーン大佐       |      |
|      | ジョージ・T・ヘバード大尉       | ホレス・ランドール大佐                   |      |
|      | フランシス・フェッセンデン大佐  | ヘンリー・グレイ大佐                     |      |
|      |                                 | S・P・バーンズ大佐                       |      |
|      |                                 | H・L・グリンステッド大佐                 |      |
|      |                                 | ルシアン・C・ゴーズ大佐                  |      |
|      |                                 | ジョン・バロック・クラーク・ジュニア准将 |      |